# 西藏自治区藏医药研究院
西藏自治区藏医药研究院是西藏自治区藏医院下设的一座藏医药研究机构，位于中国西藏自治区拉萨市。该院前身是始建于1974年的西藏自治区藏医院研究所和天文历算研究所，初期主要从事藏医药文献研究和天文历书编辑工作。后研究所更名为西藏自治区藏医院西藏自治区藏医药研究院，成为从事藏医药学研究的自治区级专业科研单位。